# Austrophya mystica
Austrophya mystica – gatunek ważki z rodziny Synthemistidae. Endemit Australii; znany tylko z północno-wschodniej części stanu Queensland.